# False flag
False flag lub false flag operation (dosł. fałszywa flaga), działania pod obcą banderą – tajna operacja prowadzona w celu wprowadzenia w błąd, stworzenia wrażenia, że dana grupa, naród, państwo itp. jest rzekomo odpowiedzialna za pewne działania. Operacja false flag ma sprawiać wrażenie, że została przeprowadzona przez tych, których ma zdyskredytować. 
Nazwa wywodzi się z militarnej koncepcji false colors, czyli operacji wykonanej w obcych barwach narodowych. Operacje false flag nie są ograniczone do działań wojennych, ale mogą występować również w czasie pokoju. Często celem jest obarczenie winą kogoś innego, np. wrogiego państwa, organizacji albo grupy etnicznej.

## Przykłady akcji „false flag”
W przeddzień wybuchu II wojny światowej Niemcy w ramach operacji Himmler przeprowadziły prowokację gliwicką.
Innym przykładem jest zaplanowana w 1962 roku operacja Northwoods. Zakładała przeprowadzenie przez CIA lub inne agencje rządowe ataków terrorystycznych w miastach USA; ataki te miały zwiększyć publiczne poparcie dla planowanej wojny przeciwko Fidelowi Castro na Kubie. Zawarte w planach operacji porwanie samolotu oraz zamachy, obwiniające przy pomocy fałszywych dowodów rząd Kuby, miały stanowić pretekst dla Stanów Zjednoczonych. Nigdy nie została oficjalnie zatwierdzona ani wykonana.